# Яснопольщина
Яснопольщина (укр. Яснопільщина) — село, Яснопольщинский сельский совет, Липоводолинский район, Сумская область, Украина.
Код КОАТУУ — 5923287401. Население по переписи 2001 года составляло 390 человек.
Является административным центром Яснопольщинского сельского совета, в который, кроме того, входят сёла Ивановка, Коцупиевка, Макеевское и Коцупиева Степь.

## Географическое положение
Село Яснопольщина находится на расстоянии до 1,5 км от сёл Коцупиевка, Коцупиева Степь, Ивановка и Макеевское. По селу протекает пересыхающий ручей с запрудой.

## История
- Село Яснопольщина основано в начале XIX века.
- Найдена на большой карте Российской Империи 1812 года для Наполеона[2]

## Экономика
- ООО «им. Чкалова».
- Агрофирма «Ранок», ООО.
- «Яснопольщанское», ООО.

## Объекты социальной сферы
- Дом культуры.